# 侵入者 (1995年の映画)
『侵入者』（別邦題：侵入者/官能の甘い罠、原題：Payback）は、サム・バーナードが脚本を執筆し、アンソニー・ヒコックスが監督を務めた1995年の犯罪サスペンス映画。
出演は、C・トーマス・ハウエルとジョーン・セヴェランス等。

## あらすじ
強盗の罪で投獄されたオスカー・ボンセッターは瀕死の老囚人マックに、お前をここまで痛めつけて殺そうとしたサディストな看守に復讐してやると誓い、その代わりに金の隠し場所を教えられる。しかし、金のありかとなる絵を看守のガリーに押収されてしまうのだった。
やがて出所したオスカーだったが、復讐のために向かった先で、事故により今や盲目となった元看守のガリーとその美しい妻ローズを目にする。ローズは自らの人生を嫌っており、誰かが彼女に関心を示すと、やがてそれに飛びつくかのような人生を送っていた。
金を手に入れるために2人に取り入ったオスカーは、次第にローズに惹かれていき、3人の関係に緊張が走るようになる。

## キャスト
- オスカー・ボンセッター - C・トーマス・ハウエル
- ローズ・ギラーミン - ジョーン・セヴェランス
- トム・"ガリー"・ギラーミン - マーシャル・ベル
- Al Keegan - リチャード・バージ
- マック - R・G・アームストロング
- Jim Koval - デヴィッド・アンソニー・ヒギンズ（英語版）
- 10代の少女 - リサ・ロビン・ケリー（英語版）